# Troy Kotsur

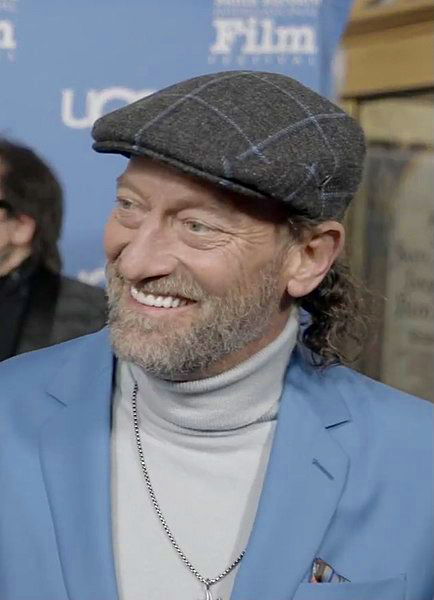
Troy Kotsur beim Santa Barbara International Film Festival im März 2022

Troy Kotsur (* 24. Juli 1968 in Mesa) ist ein US-amerikanischer Film- und Theaterschauspieler. Im Rahmen der Oscarverleihung 2022 erhielt er für seine Rolle in Coda von Siân Heder den Oscar als bester Nebendarsteller.

## Leben
Troy Kotsur wurde 1968 in Mesa, Arizona geboren und wuchs in Phoenix auf. Der gehörlose Schauspieler besuchte die Phoenix Day School for the Deaf, bevor er seinen Abschluss an der Westwood High School machte. Von 1987 bis 1989 besuchte er die Gallaudet University, wo er Theater, Fernsehen und Film studierte.
Sein erstes Stück, in dem er spielte, war Susan Zeders In a Room Somewhere unter der Regie von Victor Brown im Jahr 1989. Später spielte er unter anderem für das National Theatre of the Deaf. Seit 1994 arbeitete er mit dem Deaf West Theatre in Los Angeles. In Coda von Siân Heder war er in der Rolle des Vaters der Protagonistin zu sehen, gespielt von Emilia Jones. Dies brachte ihm zahlreiche Auszeichnungen ein, darunter 2022 der Oscar und British Academy Film Award für die beste Nebenrolle. Im selben Jahr wurde er in die Academy of Motion Picture Arts and Sciences (AMPAS) berufen, die alljährlich die Oscars vergibt.
Troy Kotsur hat mit der ebenfalls gehörlosen Schauspielerin Deanne Bray, die durch ihre Rolle als Sue Thomas in der Fernsehserie Sue Thomas: F.B.I. bekannt wurde, eine gemeinsame, hörende Tochter namens Kyra.

## Filmografie
- 2002–2005: Sue Thomas: F.B.I. (Fernsehserie, 5 Episoden)
- 2006: CSI: NY (Fernsehserie, Episode 3x12)
- 2007: Scrubs – Die Anfänger (Scrubs, Fernsehserie, Episode 6x16)
- 2007: Number 23 (The Number 23)
- 2008: Universal Signs
- 2012: Criminal Minds (Fernsehserie, Episode 8x01)
- 2013: No Ordinary Hero: The SuperDeafy Movie (auch Regie)
- 2016: Wild Prairie Rose
- 2017: Father’s Day Breakfast (Kurzfilm)
- 2019: The Mandalorian (Fernsehserie)
- 2021: Coda
- 2024: Lass es, Larry! (Curb Your Enthusiasm, Fernsehserie, Episode 12x03)

## Auszeichnungen
British Academy Film Award
- 2022: Auszeichnung als Bester Nebendarsteller (Coda)

Critics’ Choice Movie Award
- 2022: Auszeichnung als Bester Nebendarsteller (Coda)

Golden Globe Award
- 2022: Nominierung als Bester Nebendarsteller (Coda)

Gotham Award
- 2021: Auszeichnung als Bester Nebendarsteller (Coda)

Hollywood Critics Association Award
- 2021: Nominierung als Bester Nebendarsteller (Coda)[3]

Independent Spirit Award
- 2022: Auszeichnung als Bester Nebendarsteller (Coda)[4]

Oscar
- 2022: Auszeichnung als Bester Nebendarsteller (Coda)

Screen Actors Guild Award
- 2022: Auszeichnung als Bester Nebendarsteller (Coda)